# Bor (distrito da Sérvia)

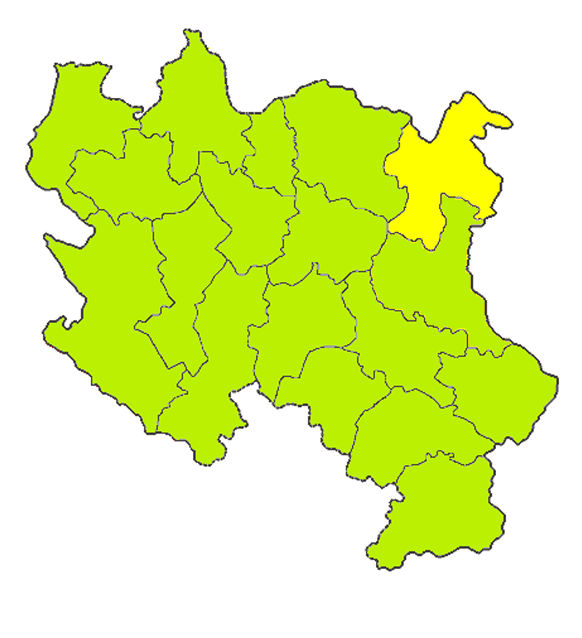
Localização de Bor

Bor é um distrito da Sérvia. 

## Geografia
- Assentamentos:90
- Cidades e vilas:6
- Aldeias:84
- Capital:Bor
- Área:3,507 km²
- Densidade:41.8/km²